# مجتمع علوم وتكنولوجيا المواد والواجهات والمعالم الأمريكي
مجتمع علوم وتكنولوجيا المواد والواجهات والمعالم الأمريكي (المعروفة سابقًا باسم American Vacuum Society ) هي جمعية علمية غير هادفة للربح تأسست عام 1953 تركز على التخصصات المتعلقة بالمواد والواجهات والمعالجة. تضم المجتمع ما يقرب من 4500 عضو في جميع أنحاء العالم من الأوساط الأكاديمية والمختبرات الحكومية والصناعة.
AVS هي عضو جمعية في المعهد الأمريكي للفيزياء.
 تنشر المجتمع من خلال المعهد الأمريكي للفيزياء مجلات Journal of Vacuum Science and Technology (JVST A و B) و Biointerphases، المخصصة لمقالات تمت مراجعتها من قِبل النظراء، و Surface Science Spectra (SSS)، التي تنشر مقالات تمت مراجعتها من قِبل النظراء مع الإشارة إليها أطياف الاهتمام التكنولوجي والعلمي. في عام 2019، أطلق المعهد الأمريكي للفيزياء و المجتمع بشكل مشترك مجلة جديدة المجتمع Quantum Science.

## المؤتمرات
ندوة ومعرض المجتمع الدولي هو المؤتمر الرئيسي لـ AVS. تتناول الندوة أحدث القضايا المرتبطة بالمواد والمعالجة والواجهات في مجتمعات البحث والتصنيع. ترعى المجتمع أيضًا مجموعة متنوعة من المؤتمرات الموضوعية ، بما في ذلك المؤتمر الدولي حول ترسيب الطبقة الذرية ومؤتمر أمريكا الشمالية حول الشعاع الجزيئي Epitaxy.

## جوائز المجتمع الاحترافية
1. جائزة دوروثي هوفمان [6]
2. جائزة ميدارد دبليو ويلش
3. جائزة ومحاضرة جون إيه ثورنتون التذكارية

## جوائز المجتمع لطلاب الدراسات العليا
1. جائزة راسل وسيغورد فاريان
2. جائزة دوروثي إم وإيرل إس هوفمان
3. جائزة Nellie Yeoh Whetten
4. منحة دوروثي م وإيرل إس هوفمان
5. جائزة أبحاث الخريجين (GRA)

## روابط خارجية
- AVS web site